# Eduardo Ravani
Pío Eduardo Apolo Ravani Vergara (Santiago, 25 de octubre de 1941-Santiago, 20 de marzo de 2023), más conocido como Eduardo Ravani, fue un periodista, actor, director de televisión, productor, guionista y empresario chileno. 
Fue uno de los fundadores de Televisión Nacional de Chile y uno de los creadores, productores e integrantes del programa de televisión humorístico Jappening con ja.

## Biografía
Hijo de Pío Eduardo Gerardo Ravani López y Olga Leonor Vergara Cataldo. Estudió en el Liceo Manuel Barros Borgoño, y posteriormente estudió periodismo en la Universidad de Chile.

## Vida personal
Tuvo dos hijos, Eduardo y Pía.

## Enfermedad y muerte
En septiembre de 2022 reveló públicamente que padecía de cáncer. Falleció el 20 de marzo de 2023, a la edad de 81 años.

## Carrera
Fue uno de los fundadores de Televisión Nacional de Chile (TVN) en 1969. En dicha estación produjo programas televisivos –junto con sus colegas y amigos Fernando Alarcón y Jorge Pedreros– como Dingolondango (1976-1977), y dirigió en siete ocasiones el Festival Internacional de la Canción de Viña del Mar, incluyendo la versión de 1978 donde se realizó la primera transmisión oficial en color de la televisión chilena, el 6 de febrero de 1978.
Junto a Alarcón y Pedreros dieron origen al exitoso programa humorístico Jappening con ja, estrenado en 1978 y que se mantuvo en TVN hasta 1989, con una interrupción en 1982 cuando sus integrantes emigraron a Teleonce para hacer La oficina. Posteriormente, entre 1992 y 2004, Jappening con ja fue emitido por Megavisión. El programa tuvo distintos elencos que incluyeron a algunos de los más destacados comediantes chilenos (como Gloria Benavides) y extranjeros (como el argentino Jorge Porcel). El personaje más popular de Ravani en el show fue Willy Zañartu, jefe implacable en el sketch «La oficina», además de otros tales como "El Indio" de «La Pobla», "Giorgio" de «Le Bisoñé», "Pronunciano Perfecto" de «Domingos Dominicales» o "Poty" de «Pepito TV». Adicionalmente destacaron algunas de sus parodias a personajes públicos tales como "Mario Chucrutberger, Don Chanchisco", "Sergio Livingstone", "Antonio Skármeta" o "Gonzalo Cáceres".
En 2008, Ravani, Pedreros y Alarcón realizaron un spin-off del Jappening, Mandiola & Cía., que fue emitido por Mega. Tras su salida de las pantallas de televisión, Ravani se dedicó a la producción audiovisual, incluyendo  programas de televisión como Alerta roja y Un santo para Chile, y desde 2014 ejerció como conferencista motivacional junto con Fernando Alarcón. En 2019 publicó su autobiografía, Con ja y sin ja.
Asimismo, Ravani tuvo papeles en dos películas de Gonzalo y Sebastián Badilla, Mamá ya crecí (2014) y Noches de sol la cual filmó un mes antes de su fallecimiento convirtiéndose en su actuación y película póstuma.

## Filmografía

### Televisión
- Jesucristo Superestrella Andino (1977), como Herodes.
- Jappening con ja (1978-1981, 1983-1989, 1992-2004), como el Sr. Zañartu/varios personajes.
- La oficina (1982), como el Sr. Zañartu.
- Mandiola & Cia. (2008), como el Sr. Zañartu.
- Teatro en CHV (2009), capítulo «La oficina 2.0», como el Sr. Zañartu.

### Cine
- Mamá ya crecí (2014), como el Cura.
- Noches de sol (2023), como El Gurú.

### Director de televisión
- Jesucristo Superestrella Andino (1977)
- De cara al mañana (1982)
- Cachureos (1986)
- Festival de Viña del Mar  (1978, 1981)